# Септимий Ациндин (консул)
Септимий Ациндин (лат. Septimius Acindynus) — государственный деятель Римской империи середины IV века, консул 340 года.

## Биография
Возможно, он был сыном Септимия Ациндина, префекта Рима в 293 году.
Его карьера прослеживается в основном по надписям. Она началась, вероятно, с должности корректора (наместника) провинции Тусция и Умбрия. Между 317 и 326 (или между 324 и 326) годом Ациндин был викарием Испании при цезаре Криспе. В 338—340 годах он занимал пост префекта претория Востока. В 340 году Ациндин был назначен консулом вместе с Луцием Арадием Валерием Прокулом.
Построил виллу в Баули (возле современного Баколи), которая позже принадлежала Симмаху. Имя «Ациндин» также найдено на драгоценном камне из перстня, обнаруженного в Неаполе.